# Oxo

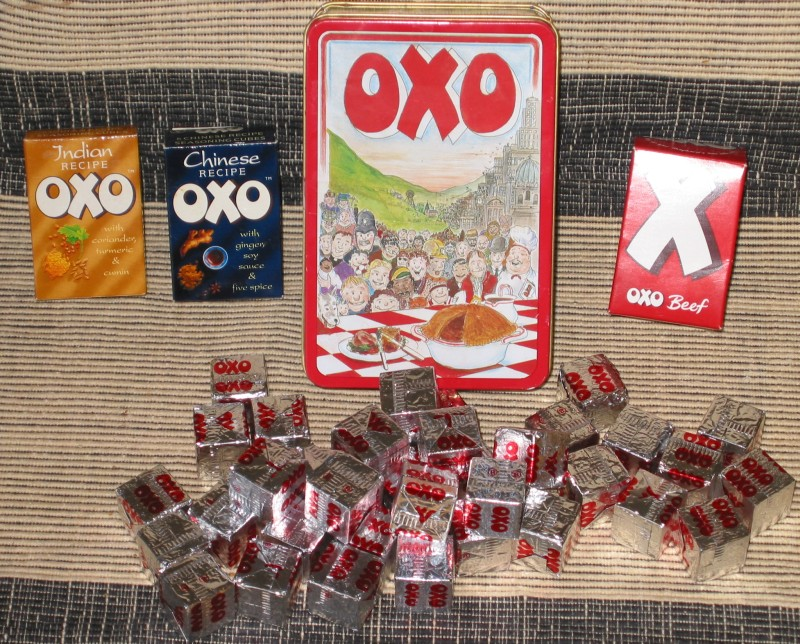
Verschiedene Arten von Oxo-Würfeln

OXO ist der Name einer Handelsmarke für Brühwürfel unterschiedlicher Geschmacksrichtungen in Großbritannien. Neben der ursprünglichen Sorte Rinderbrühe werden die Brühwürfel heute auch als Hühner-, Lamm- und Gemüsewürfel sowie in einigen „exotischen“ Geschmacksrichtungen produziert.

## Geschichte

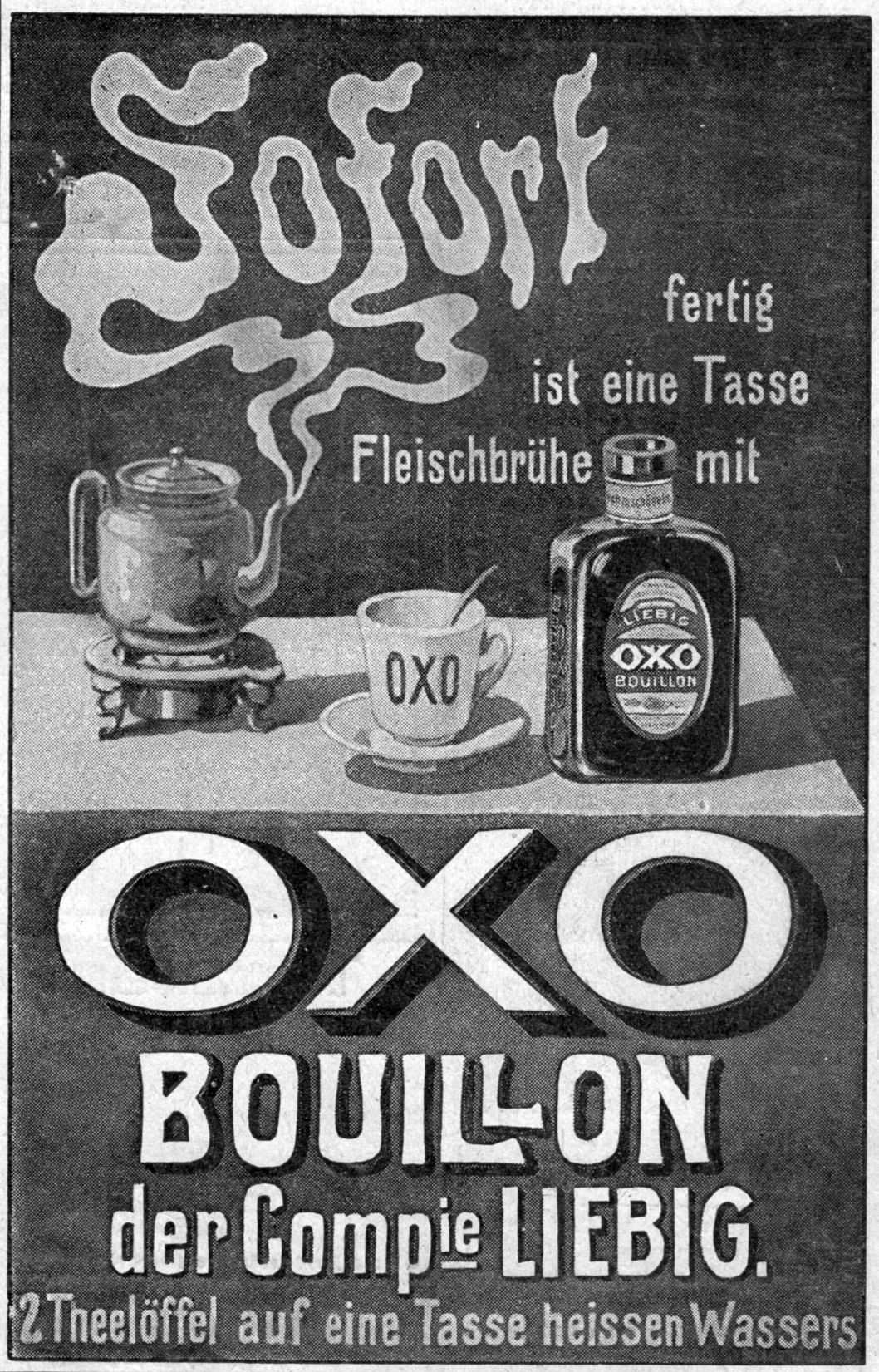
Werbung aus dem Jahr 1905

Die Herstellung der OXO-Würfel beruht auf Arbeiten von Justus von Liebig und Georg Christian Giebert. Ursprünglich (um 1840) wurde der flüssige Fleischextrakt für diejenigen benötigt, die sich kein Fleisch leisten konnten. Er wurde auch medizinisch gegen Unterernährung eingesetzt.
1899 entstand der Name OXO, und 1910 kamen aus den Fabriken in Uruguay erstmals die preiswerteren Würfel in den Handel. Im Ersten Weltkrieg gehörten sie zu den Notrationen der englischen Truppen. In den vier Kriegsjahren wurden etwa 100 Millionen Stück produziert.
Eine Verbesserung des Produkts 1929 und massive Werbekampagnen machten OXO in England geradezu zu einer Institution, von der Bekanntheit her vergleichbar mit der Maggi-Würze oder den Knorr-Suppen in Deutschland.